# Долина прориву p. Чечва
Доли́на прори́ву p. Че́чва (місцева назва — Біля колиби) — геоморфологічне утворення (скелі) в Українських Карпатах. Розташоване в межах Рожнятівського району Івано-Франківської області, в селі Луги. 
Площа 0,2 га. Природоохоронного статусу не має. 
Об'єкт являє собою ділянку долини прориву річки Чечва. Скелі по обох берегах річки мають висоту до 6 м. Утворенні масивними пісковиками палеоцену (ямненська світа). 
Скелі нагадують химерну кам'яну браму, через яку проривається річка. Над ними перекинуто пішохідний місток, який веде до бази відпочинку. 
Долина прориву p. Чечва має наукову і туристичну цінність. 